# Аналитичка геометрија
Аналитичка геометрија представља изучавање геометријекоришћењем принципа алгебре. Геометријске ликове посматра у дводимензионалном или тродимензионалном Декартовом координатном систему и представља их алгебарским једначинама. Другим речима, она дефинише геометријске облике на нумерички начин, и из такве репрезентације издваја нумеричке информације. Нумерички резултат може бити вектор или геометријски лик. Постоје мишљења да је појавом аналитичке геометрије започета модерна математика.
Сматра се да је Рене Декарт објављивањем своје Геометрије, поставио основе данашњој аналитичкој геометрији. У питању је био један од три додатка његовој Расправи о методи (Discours de la méthode pour bien conduire sa raison, et chercher la vérité dans les sciences, 1637) - трактату о научним методама, у коме он, на свега 116 страна, показује примену своје опште методе синтезе на примеру спајања алгебре и геометрије. Уједно, то је једино математичко дело које је објавио за живота.
Иако је пресудно утицала на развој аналитичке геометрије, у Декартовој Геометрији, онаквој каква је, нема неких њених основних елемената, као што су Декартове координате, једначина праве, једначине конусних пресека (иако се једном једначином другог реда означава конусни пресек), а већи део излагања је посвећен теорији алгебарских једначина.
Из сачуваних писама Пјера Ферма може се видети да је он развио идеју аналитичке геометрије пре објављивања Декартовог дела о тој теми. Декарт је предложио представљање криве једначином, изучавање добијене једначине и на тај начин утврђивање особина саме криве, док је Ферма суштински урадио исто проглашавајући једначину „специјалном особином“ криве и изводећи све остале особине посматране криве из ње.
Чињеница да је могуће интерпретирати еуклидску геометрију језиком аналитичке геометрије (што значи да је свака теорема прве, у исто време и теорема друге) је кључни корак у доказу Алфреда Тарског да је еуклидска геометрија конзистента и одлучива.

## Координатни систем
Основа аналитичке геометрије је кориштење координатног система. Обично се користи Картезијев координатни систем.

## Аналитичка геометрија у2

### Координатни систем и трансформације
Са (x, y) означавају се почетне координате, а са (x', y') нове.

#### Паралелно померање
Ако x0, y0 су координате координатног почетка у новом систему, онда вреди:
{\displaystyle x'=x-x_{0},\quad y'=y-y_{0}\,}

#### Ротација
Ако се угао ротирања {\displaystyle \alpha } сматра позитивним (угао којим се позитивна x-оса треба померати да би се подударила с позитивном y-осом) онда су формуле за трансформацију:
{\displaystyle x'=x\cos \alpha +y\sin \alpha \quad x=x'\cos \alpha -y'\sin \alpha \,}
{\displaystyle y'=y\cos \alpha -x\sin \alpha \quad y=x'\sin \alpha +y'\cos \alpha \,}

### Удаљеност између две тачке
Удаљеност између тачака (x1, y1) и (x2, y2) је:
{\displaystyle {\sqrt {(x_{2}-x_{1})^{2}+(y_{2}-y_{1})^{2}}}\,}

### Површина троугла
Ако врхови троугла имају координате (x1, y1),
(x2, y2) и
(x3, y3), њихова површина је
{\displaystyle \pm T={\frac {1}{2}}{\begin{vmatrix}x_{1}&y_{1}&1\\x_{2}&y_{2}&1\\x_{3}&y_{3}&1\end{vmatrix}}=}
{\displaystyle ={\frac {1}{2}}[x_{1}(y_{2}-y_{3})+x_{2}(y_{3}-y_{1})+x_{3}(y_{1}-y_{2})]\,}
Да би T било позитивно, морају тачке (x1,y1),
(x2, y2) и
(x3, y3) следити једна другу у позитивном  правцу , тј. супротно смеру кретања казаљки на сату.

### Дељење удаљености
Ако се удаљеност између тачака (x1, y1) и (x2, y2), дели у односу на m/n координате ће бити:
{\displaystyle x={\frac {mx_{2}+nx_{1}}{m+n}},\quad y={\frac {my_{2}+ny_{1}}{m+n}}\,}

### Коефицијент угла правца
Нека {\displaystyle \alpha } је угао који правац затвара с x-осом. Ако правац пролази кроз тачке (x1, y1) и (x2,y2) онда је коефицијент угла правца:
{\displaystyle \tan \alpha ={\frac {y_{2}-y_{1}}{x_{2}-x_{1}}};\quad x_{1}\neq x_{2}\,}

### Једначина правца
Једначина правца је једначина првог реда по x и y и општа формула је 
{\displaystyle Ax+By+C=0\,}
Свака једначина првог реда представља правац.
{\displaystyle x=a\,}
значи правац паралелан с y-осом и 
{\displaystyle y=b\,}
працац паралелан с x-осом.
{\displaystyle y=k\,x\,}
је правац кроз координатни почетак.

#### к-формула
Правац се може написати и у облику
{\displaystyle y=k\,x+m\,}
ако је правац паралелан с y-осом, тј. B је различито од нуле. Овдје је к коефицијент угла правца
{\displaystyle k=-{\frac {A}{B}},\quad m=-{\frac {C}{B}}\,}
и m y-координате додира правца с y-осом.

#### Пресек
Параметри пресецања су тачке пресека праваца x-осе и y-осе и пишу се
{\displaystyle {\frac {x}{a}}+{\frac {y}{b}}=1}
где је a x-координата за тачку пресека правца с x-осом а b је y-координата за тачку пресека правца с y-осом или
{\displaystyle a=-{\frac {C}{A}},\quad b=-{\frac {C}{B}}\,}

#### Стандардни облик
{\displaystyle x\cos \alpha +y\sin \alpha -m=0\,}
је стандардни облик правца.
{\displaystyle \alpha } а m се одређује из 
{\displaystyle m=-{\frac {C}{\sqrt {A^{2}+B^{2}}}},}
{\displaystyle \cos \alpha ={\frac {A}{\sqrt {A^{2}+B^{2}}}},\quad \sin \alpha ={\frac {B}{\sqrt {A^{2}+B^{2}}}}}
Znak kvadratnog korena se bira tako da m буде позитивно.
m је дужина нормале из координатног почетка до правца и {\displaystyle \alpha } је угао те нормале с x-осом.

#### Удаљеност тачке од правца
Правац написан у стандардом облику
{\displaystyle x\cos \alpha +y\sin \alpha -m=0\,}
Онда је удаљеност тачке P с координатама (x1,y1):
{\displaystyle p=\pm (x_{1}\cos \alpha +y_{1}\sin \alpha -m)\,}
где се знак + бира ако координатни почетак и P леже на различитим странама правца.

#### Формула правца кроз једну тачку
Једначина за правац кроз тачку (x1, y1) с угаоним коефицијентом k је
{\displaystyle y-y_{1}=k(x-x_{1})\,}

#### Формула правца кроз две тачке
Једначина за правац кроз тачке (x1, y1) и  (x2, y2) је
{\displaystyle y-y_{1}={\frac {y_{2}-y_{1}}{x_{2}-x_{1}}}(x-x_{1})\,}

#### Угао између два правца
Ако су коефицијенти угла правца k1 и k2 угао између праваца израчунава се као:
{\displaystyle \tan \beta ={\frac {k_{2}-k_{1}}{1+k_{1}k_{2}}}\,}

### Криве у равни
Крива у ортогоналном координатном систему даје везу између координата x и y и може се написати као функција.
Једначина криве се може написати у експлицитном облику
{\displaystyle y=f(x)\,}
у имплицитном облику
{\displaystyle F(x,y)=0\,}
или у параметарском облику
{\displaystyle x=x(t),\quad y=y(t)\,}
У поларним координатама {\displaystyle (r,\psi )} једначина криве је
{\displaystyle r=f(\psi )\,}
или
{\displaystyle F(r,\psi )=0\,}

#### Тангента
Коефицијент угла за тенгенту једног правца у правоугаоним координатима је једнак деривацији функције у тачки додира:
{\displaystyle k={\frac {dy}{dx}}={\frac {d\,f(x)}{dx}}\,}
{\displaystyle k=-{\frac {\frac {\partial F}{\partial x}}{\frac {\partial F}{\partial y}}}\,\quad {\text{(implicitan oblik)}}}
{\displaystyle k={\frac {y'(t)}{x'(t)}}\,\quad {\text{(parametarski oblik)}}}

#### Асимптоте
С асимптотом једне криве мисли се на правац такав да раздаљина између правца и тачке на кривој иде према нули где тачка иде у бесконачност.
Ако се асимптота криве y = f(x) пише помоћу једначине y = kx + m, онда се k и m određuju prema: 
{\displaystyle k=\lim _{x\rightarrow \infty }{\frac {f(x)}{x}},\quad m=\lim _{x\rightarrow \infty }[f(x)-kx]\,}

## Аналитичка геометрија у3

### Координатни систем
Координатни систем у R3 користи три равни, обично нормалне једна на другу. Тачке пресека се називају  x-, y- и z-osа. Ove tri ravni označavaju se po ulaznim osama kao 
xy-раван, yz-раван и xz-раван.

#### Правоугаоне координате

##### Косинус смера
Координате тачке P' (x, y, z) су нормалне удаљености до yz-, xz- и xy-равни.
Ако су {\displaystyle \alpha ,\,\beta ,\,\gamma \,} углови између вектора положаја дужине r и оса онда је
{\displaystyle x=r\cos \alpha ,\quad y=r\cos \beta ,\quad z=r\cos \gamma }
где
{\displaystyle \cos \alpha ,\,\cos \beta ,\,\cos \gamma }
су косинуси смера означени са a, b и c за које вреди
{\displaystyle a^{2}+b^{2}+c^{2}=1\,}

##### Угао између два правца
Ако имамо два правца, OA1 са косинусима смера 1, 1 и 1 i 2 са косинусима смера 2, 2 и 2, онда вреди за угао {\displaystyle \theta } између 1 и 2:
{\displaystyle \cos \theta =a_{1}a_{2}+b_{1}b_{2}+c_{1}c_{2}\,}

##### Ротација координатног система
С прелазом из правоугаоног координатног система (xyz) у један други (x'y'z') са заједничким координатним почетком али различитим смеровима оса и смеровима косинуса у xyz-осе означене
за x'-оса са {\displaystyle (a',b',c')\,}
за y'-оса са {\displaystyle (a'',b'',c'')\,}
за z'-оса са {\displaystyle (a''',b''',c''')\,}
биће трансформације
{\displaystyle {\begin{aligned}x&=a'x'+b'y'+c'z'\\y&=a''z'+b''y'+c''z'\\z&=a'''x'+b'''y'+c'''z'\end{aligned}}{\begin{aligned}\qquad x'&=a'x+a''y+a'''z\\y'&=b'x+b''y+b'''z\\z'&=c'x+c''y+c'''z\end{aligned}}}

##### Удаљеност између две тачке
Удаљеност d између тачака (x1, y1, 1) и (x2, y2, 2) је
{\displaystyle d={\sqrt {(x_{2}-x_{1})^{2}+(y_{2}-y_{1})^{2}+(z_{2}-z_{1})^{2}}}\,}
Ако су a, b и c косинуси правца за правац између две аочке, онда се израчунавају као
{\displaystyle a={\frac {x_{2}-x_{1}}{d}},\quad b={\frac {y_{2}-y_{1}}{d}},\quad c={\frac {z_{2}-z_{1}}{d}},\,}

### Раван у3
Ако је (x0, y0, z0) јединични вектор до једне тачке у равни и (A, B, C) је нормалан вектор на раван, може се једначина равнини написати као скалрарни производ нормалног вектора и векторa (x - x0, y - y0, z - z0):
{\displaystyle (A,B,C)(x-x_{0},y-y_{0},z-z_{0})=0\,}
што даје генерални облик једначине равни као
{\displaystyle Ax+By+Cz+D=0\,}
где је D
{\displaystyle -(Ax_{0}+By_{0}+Cz_{0})\,}
Једначина првог реда увек представља раван. Косинуси правца за нормалу равни су
{\displaystyle {\frac {A}{\pm {\sqrt {A^{2}+B^{2}+C^{2})}}}},\quad {\frac {B}{\pm {\sqrt {A^{2}+B^{2}+C^{2})}}}},\quad {\frac {C}{\pm {\sqrt {A^{2}+B^{2}+C^{2})}}}},\,}
Знак пред кореном се изабире тако да је 
{\displaystyle {\frac {D}{\pm {\sqrt {A^{2}+B^{2}+C^{2})}}}}\,} увек позитиван. На тај начин је нормала усмерена према равниној „позитивној” страни.

#### Нормални облик
Дељењем са
{\displaystyle \pm {\sqrt {A^{2}+B^{2}+C^{2})}}\,}
добија се једначина равни у нормалном облику
{\displaystyle x\cos \alpha +y\cos \beta +z\cos \gamma =p\,}
где су {\displaystyle \alpha ,\beta ,\gamma } углови које нормала на равац чини с координатним осама а p је удаљеност нормале од координатног почетка па до равни.

#### Векторски облик
Једначина равни с нормалним вектором n, датом тачком r0 и r као јединичним векторим за произвољну тачку
(x, y, z) у равни је
{\displaystyle (\mathbf {r} -\mathbf {r} _{0})\mathbf {n} =0\,}

### Удаљеност тачке од равни
Координате тачке се пишу у нормалном облику равни
{\displaystyle x\cos \alpha +y\cos \beta +z\cos \gamma -p=0\,}
а удаљеност је онда једнака левој страни једначине са предзнаком '-' ако се тачка и координатни почетак налазе на истој страни равни, иначе са предзнаком '+'.
Пример:
Израчунати удаљеност од тачке (1, -3, 2) до равни
{\displaystyle x+2y-2z+6=0\,}
Једначина равни у нормалном облику
{\displaystyle {\frac {x+2y-2z+6}{-3}}=0;\quad d={\frac {1-3\cdot 2-2\cdot 2+6}{-3}}=1\,}

## Важни појмови аналитичке геометрије
- векторски простор
- скаларни производ, за одређивање угла између два вектора
- векторски производ, за одређивање вектора нормалног на два дата вектора, као и запремине паралелопипеда који они одређују
- дефиниција равни
- проблем растојања
- криве другог реда

Многи од ових проблема улазе у домен линеарне алгебре.